# Милутин Луковић
Милутин Луковић (Велереч, код Горњег Милановца, 5. август 1919 — Крагујевац, 26. фебруар 1975), учесник Народноослободилачке борбе, мајор ЈНА и народни херој Југославије.

## Биографија
Рођен је 5. августа 1919. године у селу Велереч, код Горњег Милановца. Потицао је из сиромашне сељачке породице. Након завршене основне школе пошао је на учење бојаџијско-бакалског заната, али овај занат није завршио, већ је у годинама уочи Другог светског рата обављао разне послове — радио је као конобар, радник на одржавању пруге, као надничар на селу и као радник у камнеолому код Горњег Милановца.
Почетком 1941. године је отишао на одслужење војног рока у Словенију, где га је затекао и почетак Априлског рата, 1941. године. Као митраљезац учествовао је у низу борби против окупаторских јединица, али је услед капитулације Југословенске војске избегао заробљавање и уз велике тешкоће се вратио у родни крај. Почетком августа 1941. године ступио је у Таковску чету Чачанског партизанског одреда „Др Драгиша Мишовић”. Са овом четом је учествовао у првим диверзантским акцијама и борбама на подручју таковског среза. Већ у првим борбама се истакао као храбар борац, па је септембра 1941. године када је формиран Таковски батаљон постао борац-пушкомитраљезац његове Друге чете.
Посебно се истакао у борбама за ослобођење Горњег Милановца, 28. септембра 1941. године. Тада се приликом напада на немачку посаду у граду пробио до зграде основне школе, у којој су били смештени немачки војници и убацио бомбу, после чега су се Немци брзо предали. Почетком октобра 1941. приликом продора Немаца од Крагујевца ка Горњем Милановцу, Милутин је учествовао у разбијању немачке колоне, а 15. октобра 1941. године је с Таковским батаљоном водио огорчену борбу с Немцима на сектору Доња Врбава—Бело Поље. Приликом ове борбе попео се на грм, одакле је пушкомитраљезом убио велики број непријатељских војника.
Новембра 1941. приликом опкољавања четника на Равној гори истакао се као веома храбар борац, па је тих дана примљен у чланство Комунистичке партије Југославије (КПЈ). Након Прве непријатељске офанзиве и повлачења главнине партизанских снага у Санџак, Милутин се повукао са деловима Чачанског партизанског одреда. Учествовао је у неуспелом нападу на Сјеницу, 22. децембра 1941. године, када се такође истакао храброшћу као изванредан митраљезац, који је уништио велики број непријатељских војника. Марта 1942. године ступио је у Други чачански батаљон тада формиране Друге пролетерске ударне бригаде. У новој бригади се истакао у једној од првих борби коју је водила у нападу на ергелу Борике, када је уништио четничку групу, након чега је био јавно похваљен. Истицао се и у каснијим борбама код Бугојна, Купреса, Мркоњић Града, Гацка, Јајца, и др.
У току 1942. године напредовао је од десетара до командира чете, а извесно време је као одабрани борац провео у пратњи Главног штаба НОП одреда Србије. Такође у једно време у току 1942. године је обављао дужност политичког комесара бригаде болнице Прве пролетерске ударне бригаде. Био је тешко рањен у селу Аљиновићима, код Пријепоља, па је био упућен у Италију на лечење. Након повратка, децембра 1944. године је у чину поручника постао командант батаљона Корпуса народне одбране Југославије (КНОЈ) у ослобођеном Чачку. До краја рата је био на дужности заменика команданта војног подручја за Чачак.
Након ослобођења Југославије, наставио је професионалну војну каријеру у Југословенској народној армији (ЈНА). Најпре је у чину капетана радио у војном округу, на регрутним пословима и инвалидским питањима. Извесно време у току 1947. године је радио као шеф Првог одсека у Војном округу у Крагујевцу, а затим је од 1948. до 1950. године радио у персоналном одсеку Војног округа у Београду. У овом периоду је био и члан партијског комитета Војног округа.
Од 1950. до 1951. године је био начелник Војног округа у Косјерићу, када је унапређен у чин мајора. У том периоду је био и члан партијског комитета Војног округа у Титовом Ужицу и члан Среског комитета КПЈ у Косјерићу. У току 1952. године је био начелник Војног одсека у Тополи и истовремено члан Среског комитета КПЈ. Током школске 1954/1955. године био је на школовању у Официрској школи ЈНА у Сарајеву. Пензионисан је 1956. године у чину мајора ЈНА.
Умро је 26. фебруара 1975. у Крагујевцу, где је и сахрањен.
Носилац је Партизанске споменице 1941. и других југословенских одликовања. Орденом народног хероја одликован је 20. децембра 1951. године.
Његова спомен-биста налази се у спомен-парку Брдо Мира у Горњем Милановцу.